# Roland Kübler
Roland Kübler (* 11. Juli 1953 in Stuttgart-Bad Cannstatt) ist ein deutscher Autor und Verleger.

## Leben und Wirken
Roland Kübler ist in Fellbach bei Stuttgart aufgewachsen. Nach seinem Abschluss am  Wirtschaftsgymnasium in Waiblingen studierte er Wirtschaftswissenschaften und Germanistik. Anschließend arbeitete er als Lehrer an der beruflichen Schule in Schwäbisch Gmünd und nahm parallel dazu ein Studium der Diplompädagogik auf. Später kündigte er den Schuldienst und ist seither als freier Schriftsteller, Lektor, Herausgeber und Verleger tätig. Zudem ist er seit 1994 Mitinitiator und -organisator der Fellbacher Märchentage.
Seine erste Veröffentlichung war 1983 ein Beitrag in der von ihm und Heinz Körner im Lucy Körner Verlag herausgegebenen Bestseller-Märchen-Anthologie Die Farben der Wirklichkeit – Ein Märchenbuch mit über einer Million verkaufter Exemplare. 1986 erschien ebenfalls im Lucy Körner Verlag mit Der Gesang des Wales – Ein Märchen seine erste eigenständige Buchveröffentlichung, der dann weitere in dem gemeinsam mit seiner Ehefrau Dagmar Stendel-Kübler ab 1987 begründeten Verlag Stendel folgten. In seinem Verlag trat er ebenfalls mehrfach als (Mit-)Herausgeber von Anthologien auf, zu denen er auch jeweils mindestens einen eigenen Beitrag beigesteuert hatte. Die letzte Neuerscheinung des Verlags wie auch von ihm als Autor ist laut Verlagshomepage ein Sammelband seiner Märchen von 2002, denen bislang nur noch einige Neuauflagen seiner älteren Titel folgten.
Seine Bücher haben laut eigenen Angaben eine Gesamtauflage von 2,6 Millionen Exemplaren, von denen einige auch ins Dänische, Spanische, Japanische, Koreanische, Slowenische und Englische übersetzt wurden.
Roland Kübler lebt in Fellbach.

## Bibliografie (Auswahl)

### Prosa
- Der Gesang des Wales. Ein Märchen. Lucy Körner Verlag, Fellbach 1986 ISBN 3-922028-13-6
- Die Sagen um Merlin, Artus und die Ritter der Tafelrunde. Verlag Stendel, Waiblingen 1988 ISBN 3-926789-01-8
- Die Mondsteinmärchen. Verlag Stendel, Waiblingen 1988 ISBN 3-926789-02-6
- Der Märchenring. Verlag Stendel, Waiblingen 1995 ISBN 3-926789-11-5
- Lichtauge.  Verlag Stendel, Waiblingen 1998 ISBN 3-926789-25-5
- Sindbad der Seefahrer. Verlag Stendel, Waiblingen 2000 ISBN 3-926789-32-8
- Die Reisen des Märchenerzählers. Sonderband mit Die Mondsteinmärchen, Der Märchenring, Lichtauge. Droemer Knaur, München 2002 ISBN 978-3426623145
- Träume der Sehnsucht – Märchen von inneren Horizonten. Sonderband mit früheren Märchen. Verlag Stendel, Waiblingen 2002 ISBN 3-926789-36-0

### (Mit-)Herausgeberschaften
- Die Farben der Wirklichkeit. Ein Märchenbuch. Zus. mit Heinz Körner. Lucy Körner Verlag, Fellbach 1983 ISBN 3-922028-07-1
- Männertraum(a). Ein Lesebuch für Erwachsene. Zus. mit Heinz Körner. Lucy Körner Verlag, Fellbach 1984 ISBN 3-922028-08-X
- Wieviele Farben hat die Sehnsucht. Zus. mit Heinz Körner. Ein Märchenbuch. Lucy Körner Verlag, Fellbach 1986 ISBN 3-922028-12-8
- Traumfeuer. Zus. mit Norbert Sütsch, Jürgen Werner. Verlag Stendel, Waiblingen 1991 ISBN 3-926789-05-0
- Traumsegel. Zus. mit Jürgen Werner. Verlag Stendel, Waiblingen 1994. ISBN 3-926789-08-5 ISBN 3-926789-08-5
- Feuerblume. Märchen von Liebe, Lust und Leidenschaft. Zus. mit Sigrid Früh. Verlag Stendel, Waiblingen 1996. ISBN 3-926789-28-X